# AIDA (misja)
Asteroid Impact and Deflection Assessment (AIDA) – planowana para sond kosmicznych zbudowanych przez ESA i NASA, które zademonstrowałyby i zbadały kinetyczne efekty zderzenia statku kosmicznego z księżycem planetoidy. Celem misji miało być sprawdzenie, czy statek kosmiczny jest w stanie skutecznie zmienić trajektorię planetoidy, która mogłaby znaleźć się na kursie zderzeniowym z Ziemią. Misja miałaby obejmować dwa statki kosmiczne: europejską sondę, która orbitowałaby wokół planetoidy, i amerykański impaktor, który uderzyłby w księżyc planetoidy. Oprócz obserwacji zmiany parametrów orbitalnych księżyca planetoidy, obserwacji smugi, krateru i świeżo odsłonionego materiału taka misja dostarczyłaby unikalnych informacji dla środowisk naukowych i dla celów górnictwa kosmicznego.

## Historia
Według pierwotnej koncepcji Europejska Agencja Kosmiczna miała dostarczyć duży statek kosmiczny Asteroid Impact Mission (AIM), działający równolegle z komponentem amerykańskim. W grudniu 2016 r. ESA zrezygnowała ze statku AIM po tym, jak Niemcy zdecydowały się finansować tylko program badawczy ExoMars.
NASA kontynuowała rozwój statku kosmicznego DART, zamieniając zadania AIM na monitoring efektów przez teleskopy naziemne. Europejski wkład w misję został przeformułowany i obecnie ma postać planowanej sondy Hera, która dotrze do docelowej planetoidy na długo po zderzeniu z nią amerykańskiego statku; rozważano także opóźnienie amerykańskiej misji DART.

## Współpraca

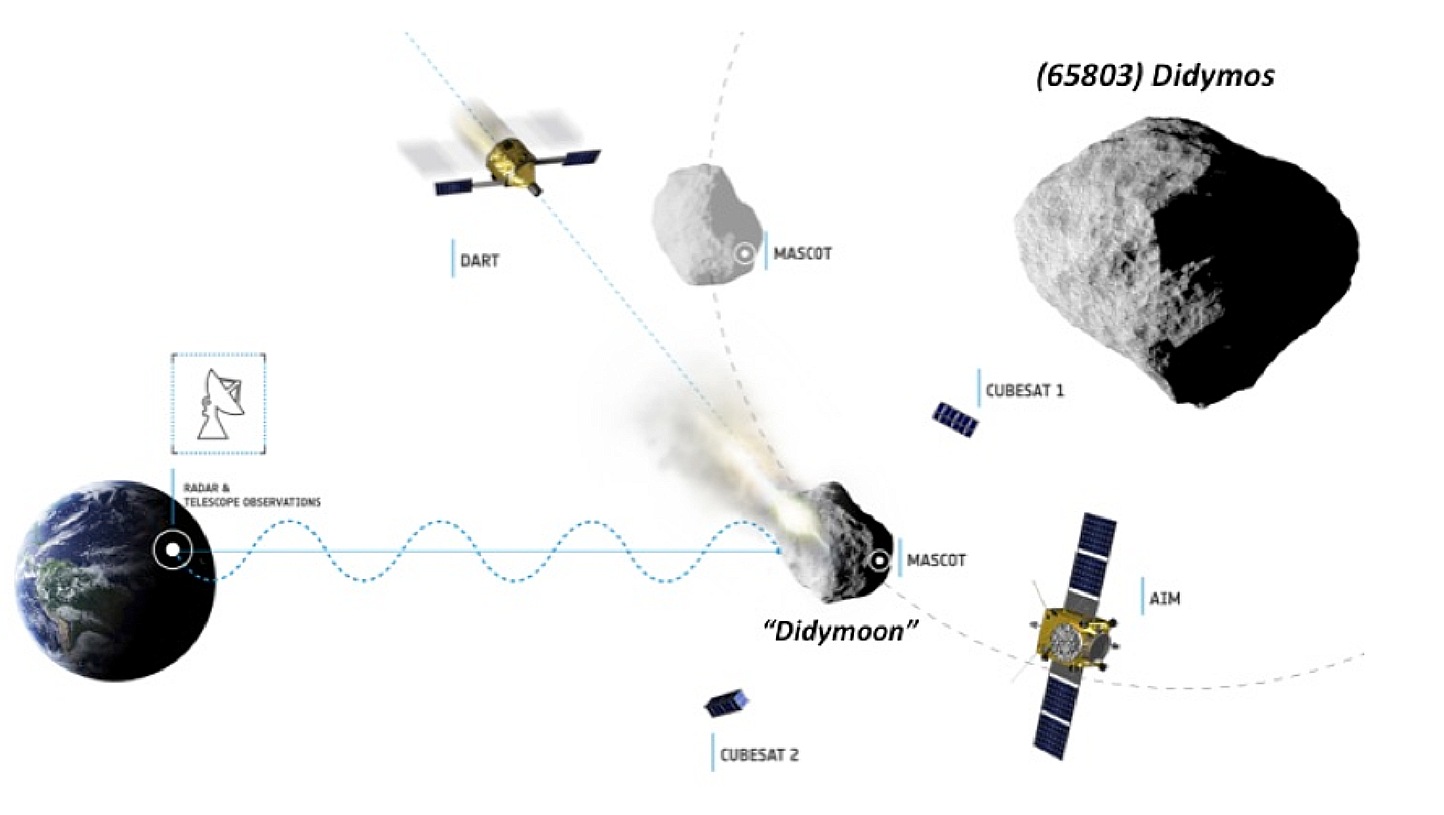
Schemat pierwotnego planu misji. AIM został zastąpiony przez Herę, przewiduje się też CubeSaty 6U, a nie 3U

Misja AIDA to wspólna międzynarodowa współpraca Europejskiej Agencji Kosmicznej (ESA), Niemieckiej Agencji Kosmicznej (DLR), Obserwatorium Lazurowego Wybrzeża (OCA), NASA i Johns Hopkins University Applied Physics Laboratory (JHU/APL).
Instrument μLidar na pokładzie Hery zostanie dostarczony przez konsorcjum zespołów z Portugalii, Polski i Irlandii. Dwa CubeSaty zostaną wystrzelone na pokładzie Hery. CubeSat APEX (Asteroid Prospection Explorer) został opracowany przez Szwecję, Finlandię, Czechy i Niemcy. Juventas CubeSat został opracowany przez GomSpace i oddział GMV w Rumunii. Wraz z monitorowaniem oddziaływania DART, Hera może również posiadać własny system monitorowania oddziaływania DART. Zgodnie z propozycją Japońskiej Agencji Eksploracji Aerokosmicznej, instrument ten będzie repliką Small Carry-on Impactor (SCI), wybuchowo formowanego pocisku na pokładzie misji powrotnej Hayabusa 2. SCI uderzyłby w księżyc planetoidy z prędkością mniejszą niż DART. Wykonując drugie zderzenie, można porównać efekty, jakie wywołują dwa różnego rodzaju zderzenia na tej samej planetoidzie, co pomoże w walidacji algorytmów uderzenia i praw skalowania.